# Каба (Кыргызстан)
Каба (кирг. Каба) — село в Базар-Коргонском районе Джалал-Абадской области Кыргызстана. Административный центр Талдуу-Булакского айылного аймака.

## География
Село расположено в юго-восточной части области, на правом берегу реки Кара-Ункюр, вблизи места впадения в неё реки Гава-Сай, на расстоянии приблизительно 13 километров (по прямой) к северо-востоку от города Базар-Коргон, административного центра района.

## Население
Согласно оценочным данным Национального статистического комитета Кыргызской Республики, численность населения села на начало 2023 года составляла 2383 человека.
| год     | 2009 | 2014 | 2015 | 2020 | 2021 | 2023 |
| ------- | ---- | ---- | ---- | ---- | ---- | ---- |
| человек | 1598 | 1236 | 1367 | 2328 | 2484 | 2383 |